# Juan Manuel Cotelo

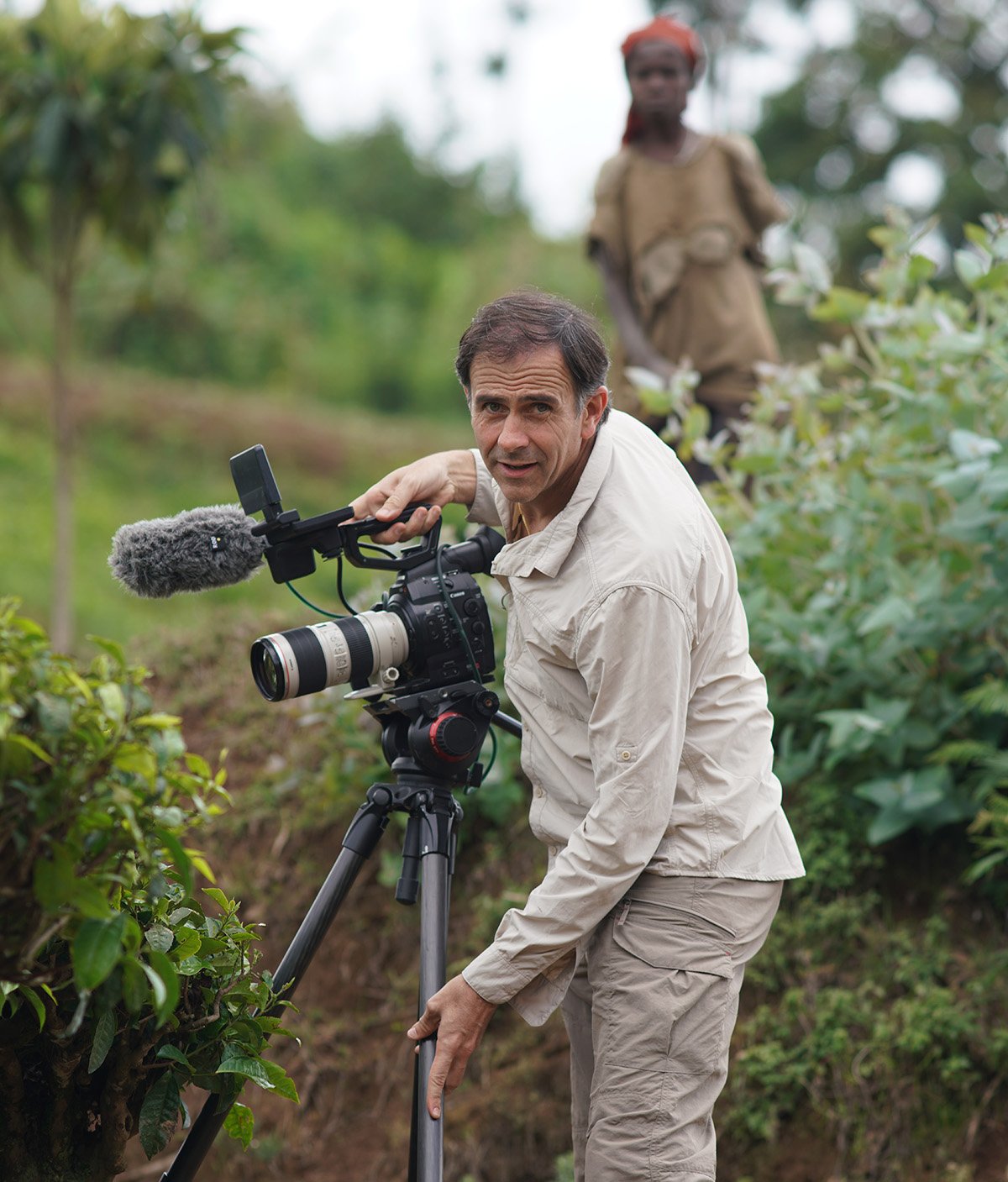
Juan Manuel Cotelo

Juan Manuel Cotelo Oñate (geb. 1966 in Madrid) ist ein spanischer Journalist, Regisseur, Drehbuchautor, Produzent und Schauspieler. Er ist Mitglied der Akademie der Künste und Filmwissenschaften in Spanien.

## Leben
Cotelo studierte an der Universität von Navarra. 1988 begann er im Fernsehen als Redakteur und war später Chefredakteur der internationalen Agentur EditMedia TV in Madrid und arbeitete dann für verschiedene Firmen, unter anderem Globomedia.
Er war Schauspieler unter anderem in dem Film Die Torremolinos Homevideos (2002) und der Serie El Internado.
Mit 30 Jahren schrieb, inszenierte und produzierte Cotelo seinen ersten Spielfilm: The Sweat of the Nightingales (1998), der auch ausgezeichnet wurde.
2008 gründete er die Filmproduktionsfirma Infinito + 1 und den Vertrieb sowie die Infinito Foundation, die Menschen in Not in allen Ländern hilft, in denen die Filme von Infinito + 1 erscheinen.
Seine erste Produktion war der Dokumentarfilm La última cima (2008), der in 18 Ländern aufgeführt wurde. Er basiert auf dem Leben von Pablo Domínguez Prieto, einem Madrider Priester, der im Februar 2009 starb, als er mit 42 Jahren den Gipfel von Moncayo erreichte.
2013 leitete Cotelo den Film Mary’s Land, der in 32 Ländern aufgeführt wurde und von den Marienerscheinungen in Međugorje (Bosnien und Herzegowina) handelt.
2016 leitete er den Dokumentarfilm Footprints über Erfahrungen bei der Wallfahrt auf dem Jakobsweg. Wie schon bei den vorherigen Dokumentarfilmen, wurde Footprints eine der meistgesehenen Dokumentationen des Jahres in Spanien.
2017 begann Cotelo mit der Produktion von Das größte Geschenk (El Mayor Regalo), einem Film über Vergebung und Versöhnung mit Zeugnissen auf der ganzen Welt. Der Film wurde am 9. November 2018 in spanischen Kinos uraufgeführt, am 24. Januar 2019 kam er in österreichische Kinos.
Cotelo ist verheiratet und hat drei Töchter.